# Omladinski košarkaški klub Spars Sarajevo
Il Omladinski košarkaški klub Spars anche noto come O.K.K. Spars è una società cestistica con sede a Sarajevo, in Bosnia ed Erzegovina. Fondata nel 2005, gioca nel campionato bosniaco.

## Palmarès
- Coppa di Bosnia ed Erzegovina: 1

2020